# Bruce L. Mayence
Bruce Mayence, né le 14 avril 1956 à Jumet en Belgique, est un écrivain belge, auteur de polar et de roman noir.

## Biographie
Boulanger pendant plus de vingt ans, il devient bibliothécaire vers la fin des années 1990. Plusieurs de ses personnages de ses romans sont des boulangers.
En 1991, il publie son premier roman, La Carrière des singes de marbre dans lequel « multipliant les effets de style au service d'une intrigue fantaisiste, l'écriture se resserre au fil des pages au profit d'un vrai suspense qui conduit à un dénouement poignant ». Son deuxième roman paru en 1993, Du pain sur la planche se rapproche du roman noir avec une « construction originale du récit (...) faite des confidences successives des personnages qui ont vécu les événements ». Les Guenons, publié en 1995, est, selon Sophie Colpaert, critique littéraire et collaboratrice du Dictionnaire des littératures policières « plus noir encore et d'un grand réalisme ».
En 1997, il devient directeur de la collection Noir pastel des Éditions Luce Wilquin. La même année, il écrit une histoire du Poulpe qu'il transporte en Belgique et parallèlement aux Editions Métailié, "Les Non-partants" , tiré en partie d'une histoire vraie.
Après une très longue sieste de près de 25 ans, Vincent ENGELS, auteur belge également, le contacte dans l'intention de rééditer son œuvre. Ayant récupéré ses droits, La Carrière des singes de marbre devient Impasse des Cocus aux Editions Asmodée Edern. 
Anne-Marie Métailié, grande dame, accepte de lui retourner ses droits.
Pour le Poulpe, qu'il a été le premier à emmener en Belgique, c'est une autre histoire.  Bruce Mayence contacte Jean-Bernard POUY (le papa du Poulpe) qui lui répond "Attends quelques jours, je secoue cocotier". Le vendredi suivant, il reçoit un appel des éditions Moby Dick à Montpellier : "On voudrait rééditer ton Poulpe et il aura le numéro 4, et en même temps, on lance une nouvelle collection, "La fille du Poulpe"". Ce à quoi, Bruce Mayence répondit : "Et tu vas m'envoyer le cahier de charge...".  Et voilà, Gabriella embringuée à Mons en pleine fête du Doudou sous le titre de : "Qui veut gagner des mignons?" qui paraîtra début 2026.
Il n'en fallait pas plus, après avoir éteint "Les Experts" et "Esprits Criminels" à la télévision, qu'il reprenne son stylo Parker pour pondre deux histoires reprenant les héros secondaires de "La fille du Poulpe", dans "La Défense recrute" et "Le Grand Pandémonium" qui paraitront soit dans un collectif des "Vieilles Crapules" ou chacun en micro roman début 2026, toujours aux Editions Asmodée Edern.  "Les Guenons" vont être rééditées dans le courant de l'année 2026.
Bruce Mayence a colligé toutes ses nouvelles dans un recueil "Waterzooi" destiné aux Editions WEYRICH sous la direction de Christian LIBENS.
Le retour de Gonzague Saint-Preux, son tout premier héros, sur fond de l'accident du bois du Cazier, se déroulera en partie en Sardaigne.  Il  sera publié (sous réserve) aux  Editions du Chat noir sous la direction de Patrick DELPERDANGE.
Et enfin : un troisième volet des vieilles crapules se déroulera dans la région de La Bresse/Gérardmer sans doute pour les Editions Edern en 2026-2027.
Actuellement, Psychopath Song, est en cours d'écriture pour les éditions Moby Dick.
On en demande vraiment beaucoup aux retraités.

## Œuvre

### Romans
- La Carrière des singes de marbre, Éditions Le Cri, 1991  (ISBN 2-87106-034-7) réédité sous le titre de Impasse des cocus, Asmodée Edern  (ISBN 978-2-39075-064-2)
- Du pain sur la planche, Éditions Métailié, coll. « Troubles », 1993  (ISBN 2-86424-165-X)
- Les Guenons, Éditions Métailié, coll. « Troubles », 1995  (ISBN 2-86424-192-7), réédition Éditions Métailié, coll. « Noir » no 8 (1998)  (ISBN 2-86424-296-6)
- Les Non-partants, Éditions Métailié, coll. « Troubles », 1997  (ISBN 2-86424-243-5)
- La Belge et la Bête, Éditions Baleine, coll. « Le Poulpe » no 64, 1997  (ISBN 2-84219-063-7). Rééd. Montpellier : Moby Dick, coll. "Le Poulpe" n° 4, 10/2024, 132 p.  (ISBN 978-2-8207-0334-7)

### Nouvelles
- Meurtres, dans le recueil Du lit au ciel, Éditions Luce Wilquin, coll. « Noir pastel », 1997
- Du pain, des jeux, des pédophiles, Libramont, 1999
- Les Élus, Libramont, 2000
- Bardamu, fils de pute, dans le recueil Histoires de lecture : Lire en fête, 2000
- Bruxelles - Las Vegas, dans le recueil Bruxelles, du noir dans la blanche, Autrement, 2001  (ISBN 2-7467-0108-1)

## Sources
: document utilisé comme source pour la rédaction de cet article.
- Claude Mesplède (dir.), Dictionnaire des littératures policières, vol. 2 : J - Z, Nantes, Joseph K, coll. « Temps noir », 2007, 1086 p. (ISBN 978-2-910-68645-1, OCLC 315873361), p. 341-342.